# Косачівська сільська рада
Косачі́вська сільська́ ра́да — адміністративно-територіальна одиниця та орган місцевого самоврядування в Козелецькому районі Чернігівської області. Адміністративний центр — село Косачівка.

## Загальні відомості
- Населення ради: 1 410 осіб (станом на 2001 рік)

## Населені пункти
Сільській раді були підпорядковані населені пункти:
- с. Косачівка
- с. Бір
- с. Лошакова Гута
- с. Сорокошичі
- с. Тужар

## Склад ради
Рада складалася з 16 депутатів та голови.
- Голова ради: Савенок Світлана Василівна
- Секретар ради: Гребенік Світлана Петрівна

### Керівний склад попередніх скликань
| Прізвище, ім'я, по батькові | Основні відомості                                                 | Дата обрання | Дата звільнення |
| --------------------------- | ----------------------------------------------------------------- | ------------ | --------------- |
| Савенок Світлана Василівна  | Сільський голова, 1971 року народження, освіта вища, позапартійна | 26.03.2006   | 31.10.2010      |
| Савенок Світлана Василівна  | Сільський голова, 1971 року народження, освіта вища, позапартійна | 31.10.2010   |                 |

Примітка: таблиця складена за даними сайту Верховної Ради України

### Депутати
За результатами місцевих виборів 2010 року депутатами ради стали:

#### За суб'єктами висування
| Суб'єкт висування                                       | Кількість обраних депутатів | %    |
| ------------------------------------------------------- | --------------------------- | ---- |
| Самовисування                                           | 10                          | 62,5 |
| Політична партія Всеукраїнське об'єднання «Батьківщина» | 6                           | 37,5 |

#### За округами
| № округу                                                | Прізвище, ім'я, по батькові   | Дата визнання обраним | Освіта             | Партійна приналежність                        | Відомості про обраного депутата                  |
| ------------------------------------------------------- | ----------------------------- | --------------------- | ------------------ | --------------------------------------------- | ------------------------------------------------ |
| Політична партія Всеукраїнське об'єднання «Батьківщина» |                               |                       |                    |                                               |                                                  |
| 6                                                       | Жабинець Володимир Петрович   | 01.11.2010            | середня            | позапартійний                                 | тимчасово не працює                              |
| 7                                                       | Потапенко Ніна Василівна      | 01.11.2010            | середня            | позапартійна                                  | магазин, продавець                               |
| 12                                                      | Поляк Валерій Вікторович      | 01.11.2010            | середня            | член Всеукраїнського об'єднання «Батьківщина» | тимчасово не працює                              |
| 13                                                      | Гребенік Світлана Петрівна    | 01.11.2010            | середня спеціальна | позапартійна                                  | Косачівська сільська рада, секретар              |
| 15                                                      | Ясь Ольга Михайлівна          | 01.11.2010            | середня спеціальна | позапартійна                                  | фельдшерсько-акушерський пункт, медична сестра   |
| 16                                                      | Ясь Олена Леонідівна          | 01.11.2010            | середня            | позапартійна                                  | Косачівська сільська рада, тех.. працівник       |
| Самовисування                                           |                               |                       |                    |                                               |                                                  |
| 1                                                       | Лошак Петро Савелійович       | 01.11.2010            | середня            | позапартійний                                 | Косачівське лісництво, майстер                   |
| 2                                                       | Бойправ Наталія Василівна     | 01.11.2010            | середня            | позапартійна                                  | Косачівське лісництво, соц. працівник            |
| 3                                                       | Музика Наталія Іванівна       | 31.01.2011            | середня            | позапартійна                                  | тимчасово не працює                              |
| 4                                                       | Олійник Іван Михайлович       | 01.11.2010            | середня            | позапартійний                                 | Остерський лісгосп, майстер лісу                 |
| 5                                                       | Костенко Анатолій Іванович    | 01.11.2010            | вища               | позапартійний                                 | Остерський держлісгосп, лісничий                 |
| 8                                                       | Гребенік Анатолій Миколайович | 01.11.2010            | середня            | позапартійний                                 | приватний підприємець                            |
| 9                                                       | Потапенко Андрій Анатолійович | 01.11.2010            | середня            | позапартійний                                 | тимчасово не працює                              |
| 10                                                      | Жабинець Тетяна Василівна     | 01.11.2010            | середня            | позапартійна                                  | Косачівський відділ поштового зв'язку, начальник |
| 11                                                      | Горбащенко Василь Григорович  | 01.11.2010            | середня            | позапартійний                                 | приватний підприємець                            |
| 14                                                      | Губар Юлія Володимирівна      | 01.11.2010            | середня            | позапартійна                                  | дитячий навчальний заклад «Тужар», заступник     |